# Postman's Park
Le Postman's Park est un jardin public situé dans le centre de Londres, à une courte distance au nord de cathédrale Saint-Paul . Bordé par Little Britain, Aldersgate Street, St. Martin's Le Grand, King Edward Street et le site de l'ancien siège du General Post Office (GPO), c'est l'un des plus grands espaces ouverts de la ville de Londres.
Postman's Park ouvre ses portes en 1880 sur le site de l'ancien aître et cimetière de l'église St Botolph d'Aldersgate et s'agrandit au cours des 20 prochaines années pour incorporer les cimetières adjacents de Christ Church Greyfriars et St Leonard, Foster Lane, ainsi que le site des logements démolis lors de l'élargissement de Little Britain en 1880 ; la propriété du dernier emplacement est devenue l'objet d'un long conflit entre les autorités ecclésiastiques, le General Post Office, le Trésor et la City Parochial Foundation. Le manque d'espace pour les enterrements à Londres signifiait que les corps étaient souvent déposés sur le sol et recouverts de terre, élevant ainsi le parc au-dessus des rues qui l'entouraient.
En 1900, le parc devient le lieu d'installation du Mémorial du sacrifice héroïque de George Frederic Watts, un mémorial dédié aux gens ordinaires morts en sauvant la vie d'autrui et qui pourraient autrement être oubliés, sous la forme d'une loggia et d'un long mur abritant des tablettes commémoratives en céramique. Seules quatre des 120 plaques commémoratives prévues étaient en place au moment de son ouverture, et neuf autres sont ajoutées au cours de la vie de George Frederic Watts. Son épouse, Mary Watts, reprend la gestion du projet après sa mort en 1904 et supervise l'installation de 35 autres tablettes commémoratives au cours des quatre années suivantes, ainsi qu'un petit monument de son mari. Plus tard, elle est déçue par le nouveau fabricant de tuiles et, son temps et son argent étant de plus en plus occupés par la gestion de la Watts Gallery, elle perd tout intérêt pour le projet, et seulement cinq autres tablettes furent ajoutées au cours de sa vie.
En 1972, des éléments clés du parc, dont le Memorial to Heroic Self Sacrifice, sont classés Grade II afin de préserver leur caractère, puis reclassés Grade II* en 2018. Après le film Closer de 2004, basé sur la pièce Closer de Patrick Marber de 1997, le Postman's Park connait un regain d'intérêt grâce à des scènes connus des deux œuvres se déroulant dans le parc . En juin 2009, une employée de la ville, Jane Shaka (née Michele), par l'intermédiaire du diocèse de Londres, ajoute une nouvelle tablette au mémorial, le premier nouvel ajout depuis 78 ans. En novembre 2013, une application mobile gratuite, The Everyday Heroes of Postman's Park, est lancée, qui documente la vie et la mort des personnes commémorées sur le mémorial.

## Histoire
L'église Saint-Léonard du XIIIe siècle, Foster Lane, à environ 200 yards (182,88 m) au nord de la cathédrale Saint-Paul sur Foster Lane, est gravement endommagé lors du grand incendie de Londres en 1666, et n'est pas considéré comme valant le coût des réparations. Au lieu de cela, sa paroisse est unie à celle du Christ Church Greyfriars, située à proximité, qui est reconstruite après l'incendie selon un projet de Sir Christopher Wren ; le titulaire à partir de ce moment-là détient les titres conjoints de vicaire de Christ Church Greyfriars et du recteur de St Leonard, Foster Lane . Bien que détruites en 1666, les ruines de St Leonard, Foster Lane, ne sont dégagées qu'au début du XIXe siècl,.
Malgré l'unification des paroisses, elles continuent à exploiter cimetières séparés. Celui de Christ Church Greyfriars est à une courte distance au nord-est de l'église, sur le côté est de King Edward Street, tandis que St Leonard, Foster Lane, était à environ 50 pieds (15,24 m) plus à l'est.

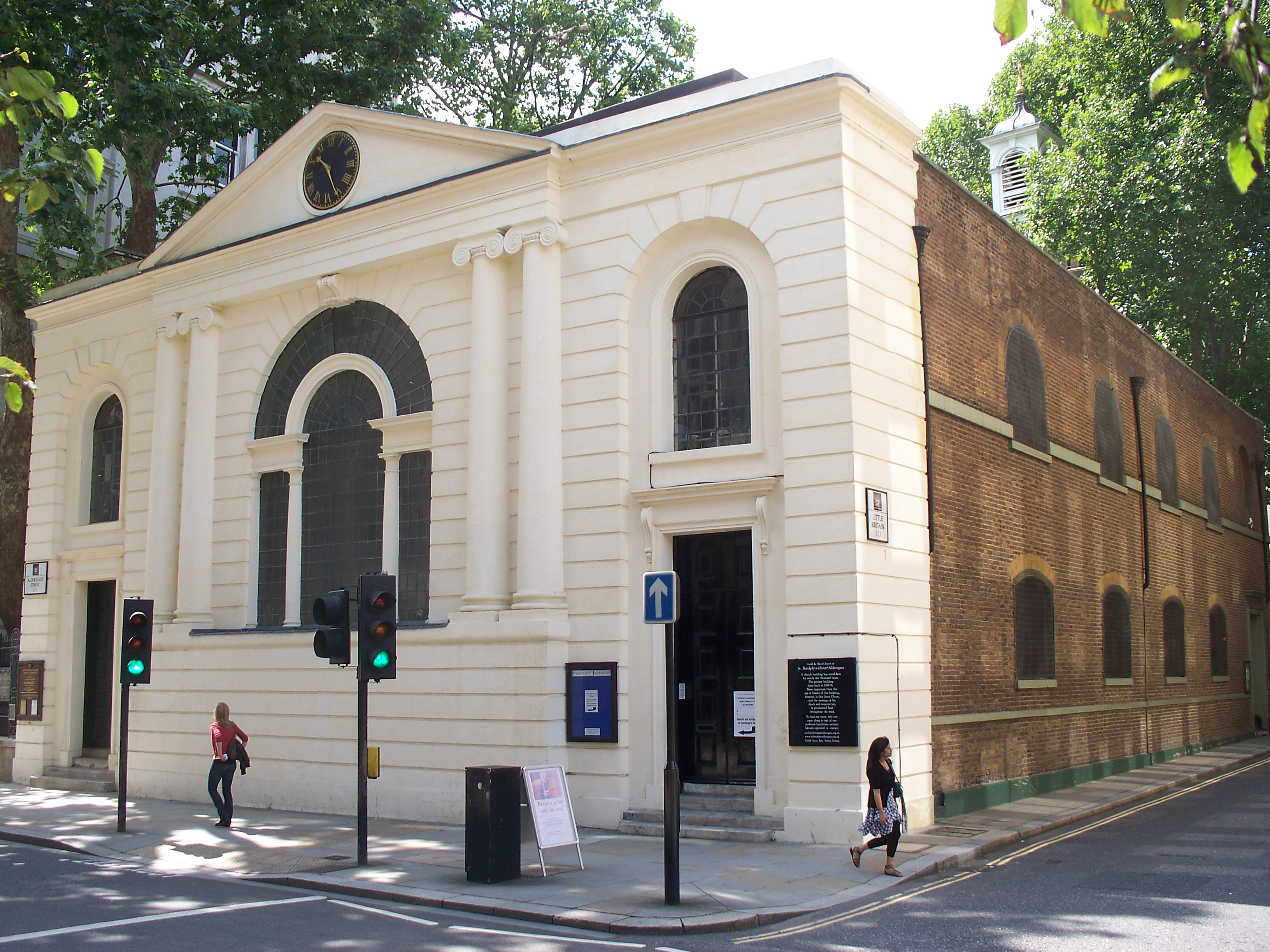
St Botolph's Aldersgate

Juste à l'extérieur du mur de Londres à Aldersgate, à une courte distance au nord de St Leonard, Foster Lane sur Little Britain, se trouve l'église de St Botolph's Aldersgate (parfois appelée « St Botolph Without Aldersgate », une référence à sa position immédiatement à l'extérieur de la porte historique de la ville). Bien que l'église originale, mentionnée pour la première fois en 1493, survit au Grand Incendie, elle fut démolie entre 1754 et 1757 et remplacée en 1790 par le bâtiment actuel,.
St Botolph's Aldersgate est une paroisse riche, ayant reçu les biens du prieuré et de l'hôpital clunisiens voisins lors de la dissolution des monastères au XVIe siècle. La paroisse est historiquement un lieu de culte important, probablement mieux connu comme le lieu des conversions évangéliques de John Wesley et de Charles Wesley .
Immédiatement au sud-ouest de l'église, St Botolph's Aldersgate possède un cimetière de forme irrégulière entouré par Aldersgate Street à l'est, le cimetière des Greyfriars de Christ Church à l'ouest, des logements et le cimetière de St Leonard, Foster Lane, au sud et des logements le long de Little Britain au nord. Le cimetière est utilisé comme lieu de sépulture et comme espace public ouvert. Comme dans d'autres cimetières de la ville, la quantité d'espace funéraire disponible à Londres n'a pas réussi à suivre le rythme de la croissance de la population et il finit par être utilisé exclusivement comme lieu de sépulture.
Postman's Park a toujours été situé dans le quartier d'Aldersgate. Son association avec (et son emplacement dans) ce quartier a été réaffirmée lors de la dernière révision des limites qui a eu lieu en 2010 ; la limite du quartier sera tracée autour de la limite sud du parc lors des changements de limites effectués en 2013.

## Fermeture des cimetières de Londres

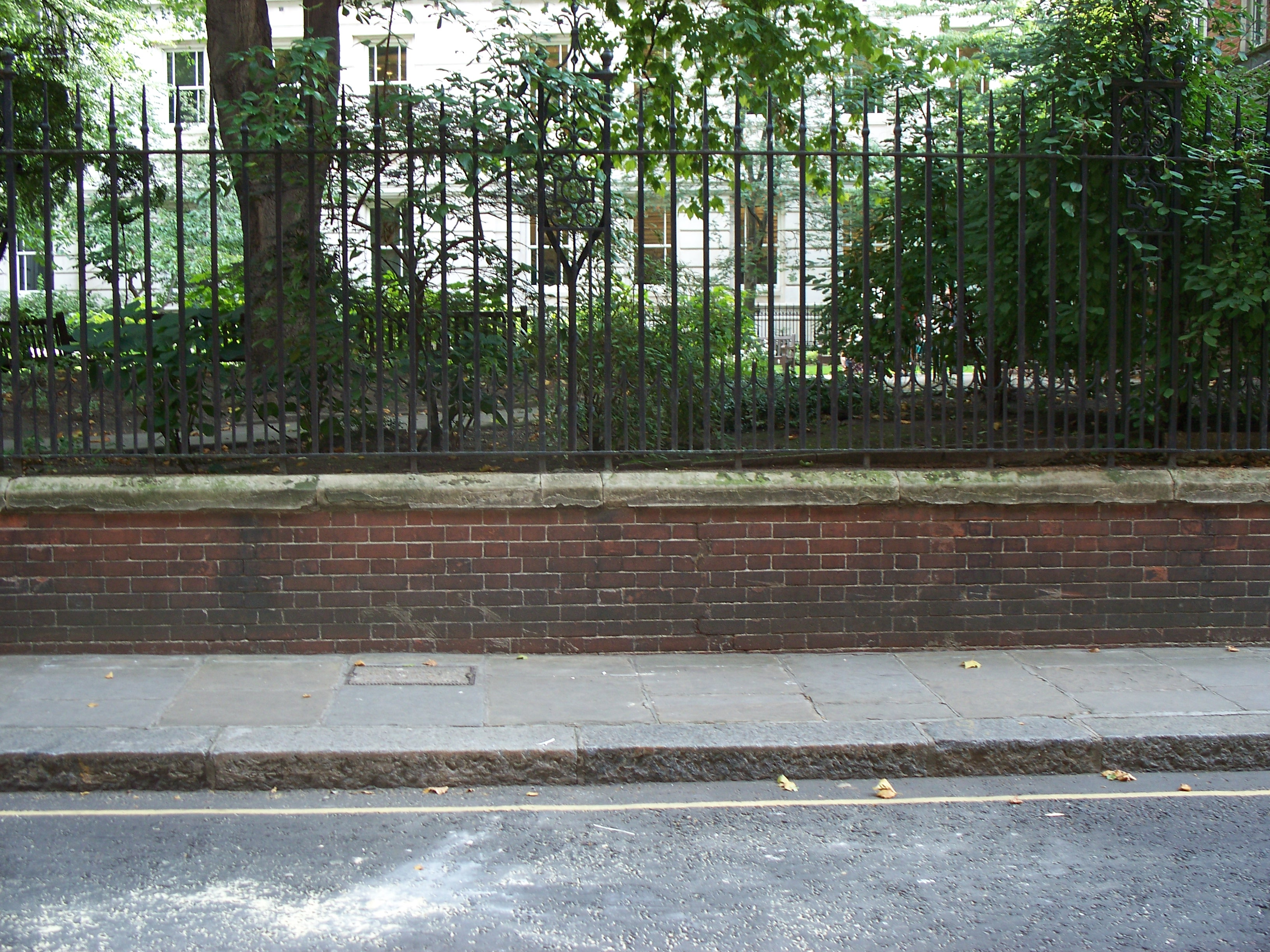
Des siècles de réutilisation des tombes et d'enterrements en surface ont élevé les anciens cimetières bien au-dessus du niveau de la rue.

Le manque cruel d'espace funéraire à Londres signifiait que les tombes sont fréquemment réutilisées dans les cimetières londoniens, et la difficulté de creuser sans perturber les tombes existantes conduisait souvent à empiler les corps les uns sur les autres pour s'adapter à l'espace disponible et à les recouvrir d'une couche de terre. Le nombre différent de paroissiens dans chaque paroisse conduit à une utilisation différente des cimetières et, au milieu du XIXe siècle, le niveau du sol du cimetière de St Botolph à Aldersgate était de 6 pieds (1,83 m) au-dessus de celui du cimetière des Greyfriars de Christ Church, et 4 pieds (1,22 m) au-dessus de celui du cimetière de St Leonard, Foster Lane.
En 1831 et 1848, de graves épidémies de choléra submergent les cimetières surpeuplés de Londres, obligeant les corps à s'entasser en tas en attendant d'être enterrés, et même à exhumer des tombes relativement récentes pour faire place à de nouvelles sépultures,. À cette époque, la politique de santé publique est généralement façonnée par la théorie des miasmes, et les mauvaises odeurs et les risques de maladies causés par les corps entassés et les cadavres en décomposition exhumés suscitaient une grande inquiétude publique.
Une Commission royale est établie en 1842 pour enquêter sur le problème conclu que les cimetières de Londres sont tellement surpeuplés qu'il est impossible de creuser une nouvelle tombe sans couper à travers une tombe existante. Sir Edwin Chadwick témoigne que chaque année, 20 000 adultes et 30 000 enfants sont enterrés dans moins de 218 acres (0,88 km2) de cimetières déjà surpeuplés ; la Commission entend qu'un cimetière, Spa Fields à Clerkenwell, conçu pour contenir 1 000 corps, contenait 80 000 tombes, et que les fossoyeurs de Londres sont obligés de déchiqueter les corps afin d'entasser les restes dans l'espace funéraire disponible.

### Loi sur les inhumations de 1852
À la suite des inquiétudes du public en raison des épidémies de choléra et des conclusions de la commission royale, la loi sur les inhumations de 1852 est adoptée. En vertu de la loi sur les enterrements, les nouvelles inhumations sont interdites dans ce qui était alors les zones bâties de Londres. Sept grands cimetières ouvrent récemment à une courte distance de Londres et sont devenus temporairement les principaux lieux de sépulture de Londres, et en 1849, les 2 200 acres (8,9 km2) et en 1849, le cimetière de 2 200 acres (8,9 km2) de Brookwood, Surrey, avec un espace de 240 000 tombes, est ouvert par la Société de Necropolis de Londres,. Relié à Londres par le London Necropolis Railway en 1854, il est à l'époque le plus grand cimetière du monde . Il est projeté que, sur la base d'un corps par tombe, si chaque tombe est réutilisée après 10 ans, le cimetière de Brookwood suffirait à abriter les morts de Londres pour toujours.

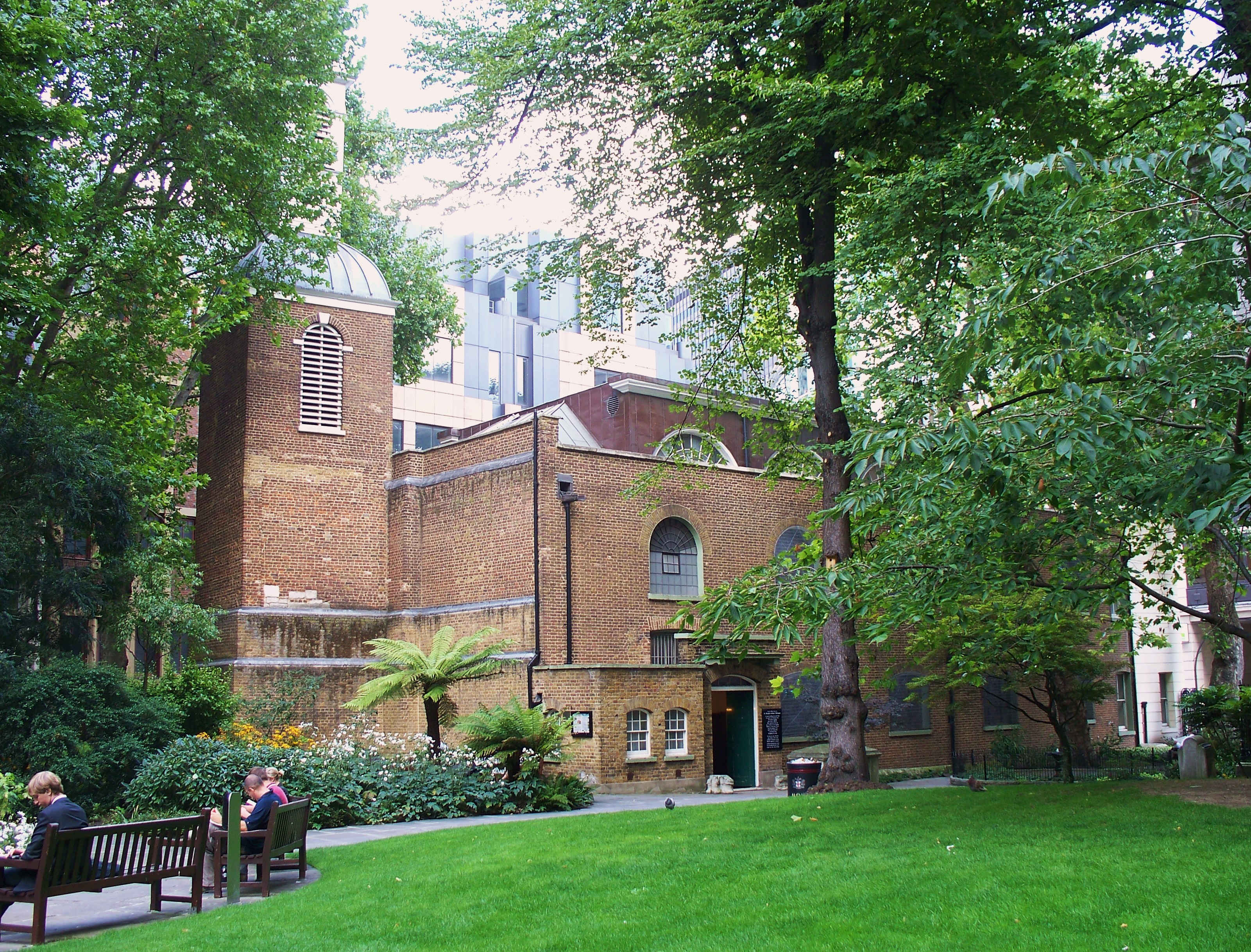
St Botolph's Aldersgate et son ancien cimetière aujourd'hui nettoyé.

Les cimetières de Londres n'étant plus utilisés pour de nouvelles inhumations, il est décidé en 1858 de convertir le cimetière de St Botolph's Aldersgate en parc public . Le 30 novembre 1858, les marguilliers de St Botolph's Aldersgate annoncèrent que :

traduit de l'anglais (voir l'article en anglais) 

« Les marguilliers de la paroisse susmentionnée annoncent par la présente qu'ils ont l'intention de planter, de paver ou de recouvrir le cimetière et le terrain d'enterrement de l'église. Les personnes ayant des parents enterrés dans le cimetière ou la cour de l'église seront autorisées (sous certaines conditions) à déplacer et à enterrer les restes de ces parents dans n'importe quel cimetière ou cour de l'église, en dehors de la ville. Les personnes à la mémoire desquelles des tombes, monuments ou inscriptions ont été érigés peuvent également (en vertu des mêmes dispositions) faire enlever ces tombes ou pierres tombales, mais dans les deux cas, l'enlèvement doit se faire aux frais des personnes qui en sont à l'origine. Les demandes pour l'une ou l'autre des fins susmentionnées doivent être faites par écrit au plus tard le lundi 20 décembre 1858. »

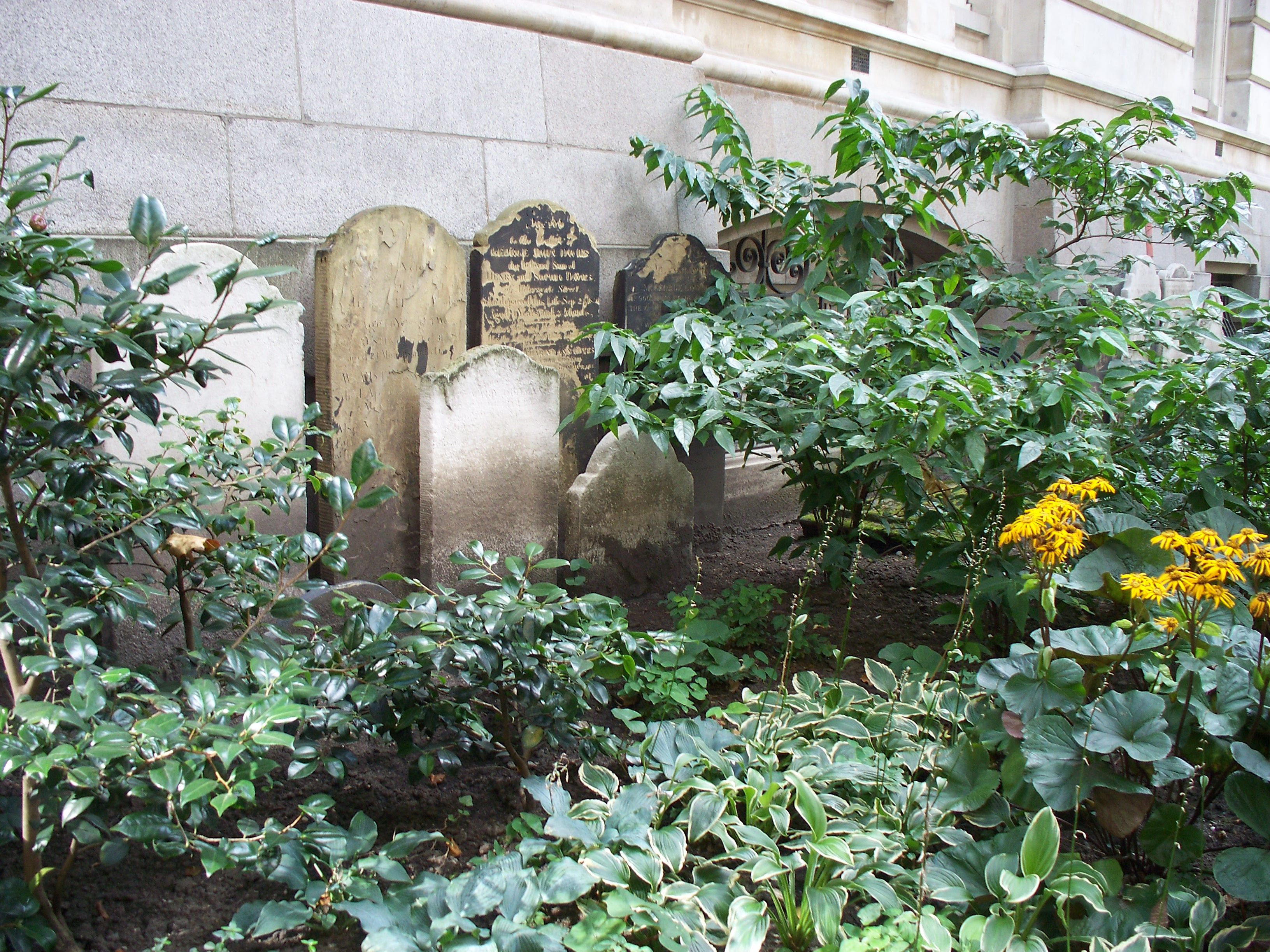
Les anciens cimetières sont recouverts et leurs pierres tombales sont utilisées pour délimiter le nouveau parc.

## Ouverture du parc public

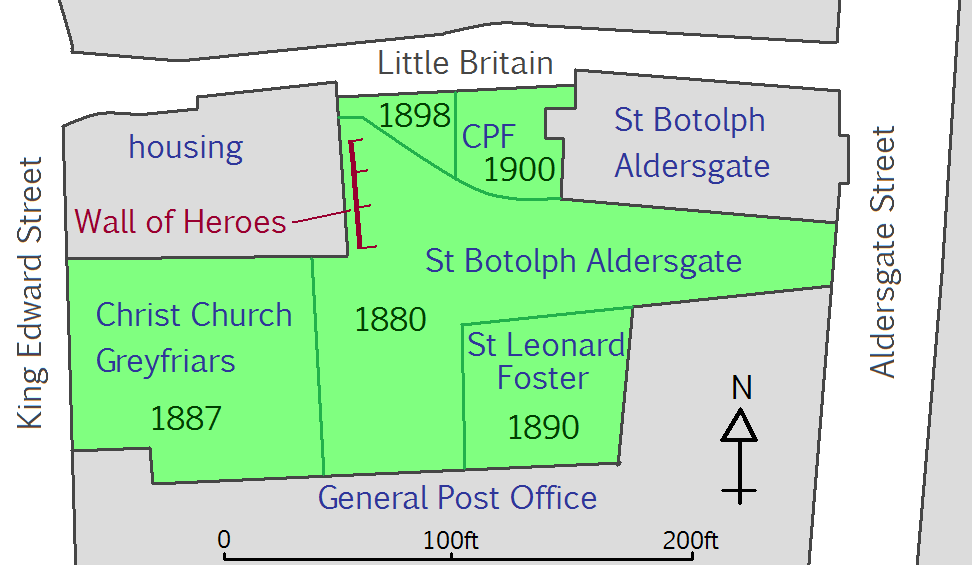
Le parc du Postman comprend trois anciens cimetières, intégrés au parc public en 1880, 1887 et 1890, et le site contesté transféré à la City Parochial Foundation (CPF) en 1891 et réintégré au parc par sections en 1898 et 1900.

Les progrès dans le nettoyage et la couverture du cimetière sont lents, et ce n'est que le 28 octobre 1880 que le cimetière est rouvert comme parc public. Aménagé avec des parterres de fleurs et des allées de gravier, le parc est devenu un lieu de repos apprécié des travailleurs locaux.
En 1887, le cimetière des Greyfriars de Christ Church est donné à la paroisse de St Botolph's Aldersgate. Le cimetière est dégagé et le niveau du sol est surélevé de 6 pieds (1,83 m) de permettre son intégration dans le nouveau parc. À cette époque, le cimetière de St Leonard, Foster Lane, est également dégagé et surélevé pour l'intégrer au nouveau parc, bien qu'il ne fut officiellement fusionné avec le parc qu'en 1890.
À une courte distance au sud des trois cimetières, à Saint-Martin-Le-Grand, se trouve le site d'une église collégiale et d'un sanctuaire fondés en 750 par Withu, roi de Kent, agrandis en 1056 par Ingebrian, comte d' Essex et dotés d'une charte royale en 1068 par Guillaume le Conquérant . Le site de l'église est dégagé en 1818 en vue de la construction d'un nouveau siège et d'un bureau de tri central pour le General Post Office (GPO), qui ouvre ses portes en 1829. En 1873 et 1895, le bâtiment du GPO est considérablement agrandi, l'extension de 1895 bordant la limite sud du parc lui-même . Le parc est devenu extrêmement populaire auprès des travailleurs du bâtiment du GPO et est rapidement devenu connu sous le nom de « Postman's Park » .

### La Fondation Paroissiale de la Ville et le nord du parc
Entre la frontière nord de l'ancien cimetière de l'église St Botolph d'Aldersgate et Little Britain se trouvait un petit terrain de 250 mètres carrés. Le site des logements appartenant à la paroisse de St Botolph's Aldersgate et démolis lors de l'élargissement de Little Britain en 1880, qui est intégré au nouveau parc. Cependant, étant la propriété de la paroisse, la propriété est officiellement transférée en 1891 à la Fondation paroissiale de la ville (City Parochial Foundation, CPF) nouvellement créée, qui se sentit obligée, en vertu de la loi sur la charité, de maximiser ses revenus provenant du terrain. En octobre 1896, le CPF clôture le terrain du reste du parc et annonce son intention de louer le terrain à des fins de construction, à moins que les autorités ne soient disposées à l'acheter pour 12 000 £ (environ 1.8 million en 2024 )
La ville de Londres dispose de peu d’espaces ouverts et la proposition de construire au nord du parc est extrêmement impopulaire auprès des résidents locaux, des travailleurs et des réformateurs sociaux. Henry Fitzalan-Howard, le directeur général des Postes, persuade le gouvernement de contribuer à hauteur de 5 000 £ aux frais, et le clergé de St Botolph's Aldersgate lance un appel dans le Times pour les fonds restants.
Reginald Brabazon, 12e comte de Meath, fondateur et président de la Metropolitan Public Gardens Association (MPGA), décide de mettre le poids de son organisation derrière la campagne et, grâce à une combinaison de dons publics et de dons du London County Council, de la Corporation of London et de la Kyrle Society, collecte les 7 000 £ restants en moins de six mois. À ce moment-là, une dispute éclata pour à savoir qui sera responsable de l’entretien du parc. L'offre de 5 000 £ du Trésor était conditionnée à la réaffectation par le CPF à la Poste de la subvention annuelle d'entretien de 200 £ qu'il accordait actuellement à St Botolph's Aldersgate ; le CPF maintinent qu'il était heureux de le faire à condition que la Poste entretienne le parc à la place de St Botolph's Aldersgate, mais que la Poste n'était pas disposée à le faire. Les parties n'ayant pu s'entendre sur la responsabilité de l'entretien, le Trésor retire son offre le 19 février 1898, laissant un déficit de 5 000 £ dans l'appel.
À la suite du retrait du financement du Trésor, en mai 1898, les marguilliers de St Botolph's Aldersgate négocient un compromis avec le PCF. Le site contesté est divisé en deux parties, chacune évaluée à 6 000 £. La section ouest est achetée immédiatement en utilisant 6 000 £ sur les 7 000 £ déjà collectés, avec une option d'achat de la section est si les 5 000 £ restants pouvaient être collectés dans les deux ans, après quoi le CPF poursuivrait les plans de construction si l'argent ne pouvait pas être collecté.
Comme auparavant, la MPGA soutenu et aidé la nouvelle campagne de collecte de fonds. Cependant, bien que la campagne est initialement stimulée par un don de 1 000 £ d' Octavia Hill, la collecte de fonds est lente et en octobre 1898, seulement 2 000 £ avaient été récoltées,. Les marguilliers et la MPGA commencent à réfléchir à des idées d'initiatives qui feraient connaître la campagne et fourniraient une raison pour justifier la préservation de l'ensemble du parc.